# Ampato
Ampato, Nevado de Ampato – stratowulkan, najwyższy szczyt w masywie Cordillera de Ampato położonym w regionie Arequipa, w południowej części Peru. Ma on wysokość 6288 m n.p.m. Znajduje się on w Andach Środkowych, na zachód od jeziora Titicaca. Na stokach masywu źródła rzeki Colca, na północ od masywu mieści się Kanion Colca.
Granica wiecznych śniegów zaczyna się od 5100 m n.p.m., natomiast jęzory lodowcowe sięgają:
- od południowej strony stoku do 4900 m n.p.m.;
- od północnej strony stoku do 4700 m n.p.m.